# 阿根廷山脈
82°20′S 042°00′W / 82.333°S 42.000°W
阿根廷山脈（英語：Argentina Range）是南極洲的山脈，位於伊莉莎白女王地，屬於彭薩科拉山脈的一部分，全長68公里，在1956年1月13日由美國海軍發現，現時由南極條約體系管理。